# Zonda Towers
Die Zonda Towers sind ein 6 km langer Gebirgskamm an der Rymill-Küste des Palmerlands auf der Antarktischen Halbinsel. Er ragt in ostwestlicher Ausrichtung zwischen dem Zonda- und dem Eureka-Gletscher auf. Der östliche Abschnitt ist gekennzeichnet durch vier markante und bis zu 825 m hohe Felstürme.
Die United States Navy fertigte 1966 Luftaufnahmen von ihm an. Vermessungen erfolgten zwischen 1971 und 1972 durch den British Antarctic Survey. Das UK Antarctic Place-Names Committee benannte ihn 1977 in Anlehnung an die Benennung des gleichnamigen Gletschers. Dessen Namensgeber ist der Zonda, ein Föhnwind in den argentinischen Anden.